# سافانا جنوب غرب مرتفعات الجزيرة العربية

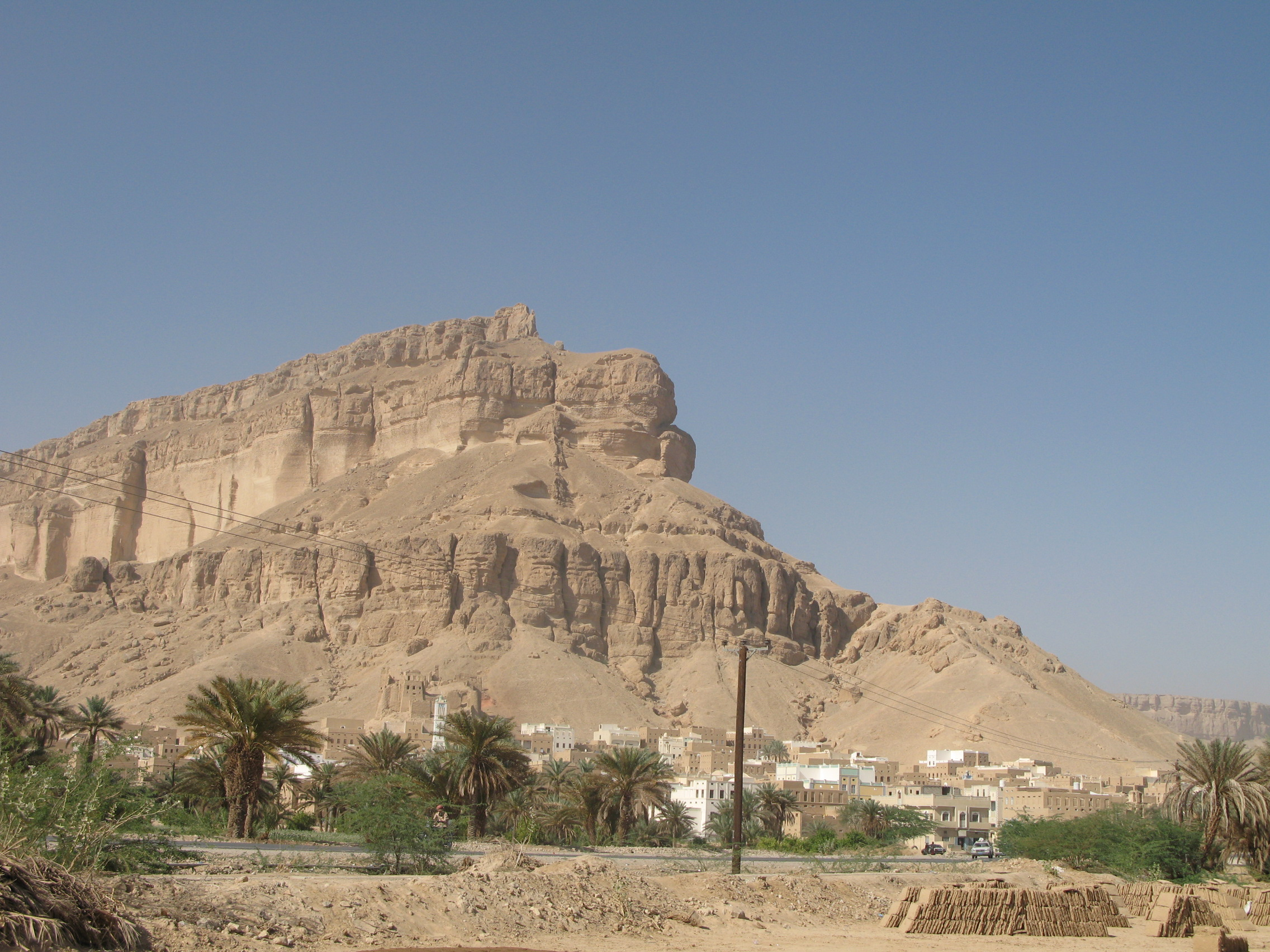
وادي حضرموت، اليمن

سافانا جنوب غرب مرتفعات الجزيرة العربية والمعروفة أيضًا باسم شجيرات الجرف العربي الجنوبي الغربي والأراضي الحرجية، هي منطقة بيئية صحراوية وشجيرات جافة في جنوب شبه الجزيرة العربية، وتغطي أجزاء من المملكة العربية السعودية واليمن وسلطنة عمان.

## الجغرافية
تحتل المنطقة البيئية ارتفاعات معتدلة في الجنوب الغربي الجبلي لشبه الجزيرة، بما في ذلك جبال الحجاز وعسير في المملكة العربية السعودية، وجبال سروات في اليمن، وجبال ظفار في جنوب غرب عمان.
يحد سفوح تلال السافانا من الغرب والجنوب شبه الجزيرة العربية الصحراوية الساحلية الضبابية، والتي تمتد على طول الشريط الساحلي بين سفوح التلال والبحر الأحمر وخليج عدن. على ارتفاع حوالي 2000 متر، تنتقل سفوح السافانا إلى الغابات الجبلية الجنوبية الغربية العربية. تقع الصحراء الاستوائية وشبه الصحراوية النوبوية السندية في البحر الأحمر الأكثر جفافاً في الشمال الغربي على طول ساحل البحر الأحمر، وتلتف حول الشمال والشرق بين سفوح السافانا ومنطقة الصحراء العربية شديدة الجفاف في وسط شبه الجزيرة العربية.
ترتفع الجبال من البحر الأحمر وخليج عدن في سلسلة من الجروف. تقع أعلى القمم في جنوب غرب اليمن، وتتضاءل الجبال بشكل عام في الارتفاع في الشمال والشرق. الصخور عمومًا تعود إلى عصر ما قبل الكمبري، وتشمل الجرانيت والنيس والشست. في الأماكن التي تغطيها مناطق من الصخور البركانية الأصغر سنا، والمعروفة باسم الحارات. تتكون جبال حضرموت وظفار في الغالب من صخور رسوبية، بما في ذلك الحجر الجيري، والمارل، والحجر الرملي، والطين البوكسيتي، والمتبخرات، والصخر الزيتي، والعكر، والتكتلات فوق قاعدة من الصخور النارية والمتحولة التي تعود إلى ما قبل العصر الكمبري.

## المناخ
المناخ استوائي وشبه استوائي وشبه جاف. يبلغ متوسط هطول الأمطار السنوي بشكل عام 250 مم أو أقل، مع وجود مناطق ذات هطول أعلى في الجبال الجنوبية الشرقية. يؤدي تصاعد المياه البحرية على طول ساحل بحر العرب إلى تبريد الهواء فوق سطح البحر، مما يؤدي إلى ظهور ضباب خلال أشهر الصيف يبرد ويوفر الرطوبة للمنحدرات الجبلية المواجهة للجنوب الشرقي في ظفار وجنوب اليمن.

## النباتات
تشمل المجتمعات النباتية الرئيسية غابات الأشواك المفتوحة المتساقطة الجفاف، والأراضي الحرجية المتساقطة الجفاف، والأراضي الحرجية دائمة الخضرة، والأراضي الشجرية، والأراضي العشبية الجافة. يختلف الغطاء النباتي باختلاف الارتفاع، والأمطار، والتربة، وقد تغير بشكل كبير بسبب رعي الماشية والاستخدام البشري.
تمتلك نباتات المنطقة البيئية العديد من الصلات مع تلك الموجودة في شرق إفريقيا الاستوائية. تعتبر غابات الأكاسيا كوميفورا من سمات الأراضي المنخفضة والتلال الجافة في شرق إفريقيا، وتشترك الغابات والسافانا في جنوب غرب الجزيرة العربية في العديد من الأنواع. تشترك الغابات الشاهقة في جنوب غرب شبه الجزيرة العربية والغابات الرطبة على المرتفعات المنخفضة في العديد من جبال إفريقيا مع الجبال العالية في شرق إفريقيا.

## الحيوانات
المنطقة البيئية هي موطن النمر العربي المهدد بالانقراض (Panthera pardus nimr). الثدييات الأخرى تشمل عناق الأرض (Caracal caracal) والذئب العربي (Canis lupus arabs) والرباح المقدس (Papio hamadryas) والثعلب الأحمر (Vulpes vulpes) والجردان طويل الذيل (Meriones crassus) والقواع الصحراوي (Lepus capensis) والشيهم المتوج الهندي (Hystrix indica).
عدة أنواع من الطيور مستوطنة في جبال جنوب غرب شبه الجزيرة العربية. وهي تشمل حجل فيلبي (Alectoris philbyi) وهازجة اليمن (Curruca buryi) وسمنة اليمن (Turdus menachensis) وعصفور الشوك العربي (Prunella fagani) وشمعي المنقار العربي (Estrilda rufibarba) ونعار اليمن (Crithagra menachensis) وحسون اليمن (Linaria yemenensis)). تشمل أنواع الطيور المحلية الأخرى ذات النطاق الواسع الحجل العربي (Alectoris melanocephala) ونقار الخشب العربي (Dendrocopos dorae) والأبلق العربي (Oenanthe lugentoides) والعصفور الذهبي العربي (Passer euchlorus) والهازجة العربية (Curruca leucomelaena) والسرين العربي (Crithagra rothschildi) ومنقار الغروس العربي ذو الأجنحة الذهبية (Rhynchostruthus percivali).
ضفدع سكورتيشي (Bufo scorteccii) هو نوع مستوطن معروف فقط من موقع واحد هو وادي الخليلي على هضبة عالية بالقرب من محافظة صنعاء (على ارتفاع 1550 مترًا) في شمال اليمن.

## استخدام الإنسان
تمت تسوية المنطقة البيئية منذ آلاف السنين. يعود تاريخ الأدلة الأثرية على الزراعة المستقرة إلى أكثر من 5000 عام. قام السكان المحليون بإنشاء حقول متدرجة على منحدرات شديدة الانحدار في مناطق ذات هطول أمطار غزير نسبيًا، ومزارع مروية في الروافد الدنيا من الجداول المنحدرة من الجبال. كما تستخدم الجبال لرعي الماشية من مواشي وأغنام وماعز وإبل.
شجرة اللبان هي شجيرة أو شجرة صغيرة تنمو على المنحدرات الشمالية الأكثر جفافاً في حضرموت وجبال ظفار وفي شمال الصومال. إنه مصدر اللبان والراتنج العطري الذي تم حصاده وتداوله لعدة قرون. المر هو راتينج عطري آخر يتم جمعه من كوميفورا المر.
لقد تدهورت الأراضي الحرجية وقلصت مساحتها عن طريق الحصاد الجائر للأشجار من أجل الأخشاب والحطب، ورعي الماشية، والتحول إلى الزراعة، لا سيما حول مدن المنطقة البيئية.

## مناطق محمية
تقع 1.37% من المنطقة البيئية في مناطق محمية. تشمل المناطق المحمية منتزه عسير الوطني ومحمية جبل شدا الأعلى لاستخدام الموارد ومحمية ريدة الطبيعية.

## روابط خارجية
- سافانا جنوب غرب مرتفعات الجزيرة العربية (DOPA Explorer)